# Месопотамська кампанія
Месопотамська кампанія (англ. Mesopotamian campaign, тур. Irak Cephesi; 6  листопада 1914 — 31  жовтня 1918) — бойові дії, що відбувалися під час Першої світової війни на території Месопотамії (сучасний Ірак) між військами Британської імперії (в основному індійськими) і армією Османської імперії.
Британське командування сподівалося захистити нафтові родовища Близького Сходу і захопити Османську Месопотамію. Османське командування не планувало активних дій в даному регіоні, проте після початку активного британського наступу було змушене сформувати 6-ту армію для бойових дій в Месопотамії.
У 1916 османам вдалося оточити і полонити угруповання британських військ в Ель-Куті, після чого британцям довелося відмовитися від активних дій. Проте у 1917 британці зуміли захопити Багдад, а до кінця 1918 під їх контролем опинилася майже вся територія османської Месопотамії. Бойові дії завершилися на наступний день після підписання Мудросського перемир'я.
Після війни Месопотамія стала британською мандатною територією .

## Вступ Османської імперії в Першу світову війну
30 жовтня 1914 кораблі османського флоту, в числі яких були колишні німецькі «Гебен» і «Бреслау», обстріляли російські порти на Чорному морі. Це призвело до вступу Османської імперії в Першу світову війну на боці Центральних держав. 1 листопада османський уряд оголосив війну Росії. 5 листопада війну Османській імперії оголосила Британська імперія.
Після вступу Османської імперії у війну проти Антанти стратегічно важливі для британців родовища нафти Близького Сходу опинилися під загрозою. Англо-перська нафтова компанія володіла ексклюзивними правами на розробку нафтових родовищ в Персії (крім провінцій Азербайджан, Ґілян, Мазендеран, Астрабад і Хорасан), також Британія мала інтереси в Кувейті.
Крім захисту нафтопереробних заводів в Персії, британське командування ухвалило рішення захопити нафтові промисли на території османської Месопотамії. Командування османської армії не планувало активних дій в даному регіоні. Британський військовий історик Ліддел Гарт писав: «нафтові поля поблизу Перської затоки мали величезне значення для постачання Британії нафтою»
Керівництво Османської імперії вважало головним Кавказький фронт. Крім боротьби з російськими військами на Кавказі планувалося не допустити вторгнення військ Антанти в Месопотамію, Сирію і Палестину, а також захопити Суецький канал.

## Сили сторін
У Месопотамії дислокувались два армійські корпуси 4-ї османської армії. Проте з початком бойових дій ці війська були перекинуті на важливіші напрямки, а саме на Кавказький і Синайський фронти. Окремі підрозділи османських військ перебували в Месопотамії, прикриваючи шляхи з Перської затоки вздовж річок Тигр і Євфрат і вздовж узбережжя Червоного моря. Станом на листопад 1914 року в Месопотамії знаходилася 38-а піхотна дивізія османської армії під командуванням підполковника Сулеймана Аскеров Бея, частини якої перебували в Фао і Басрі. Незабаром османське командування створило «Іракський корпус» для дій в Месопотамії.
Британське командування для вторгнення в Месопотамію сформувало «Індійські експедиційні війська D» зі складу британської Індійської армії під командуванням генерала Джона Ніксона.

## Хід бойових дій

### Кампанія 1914

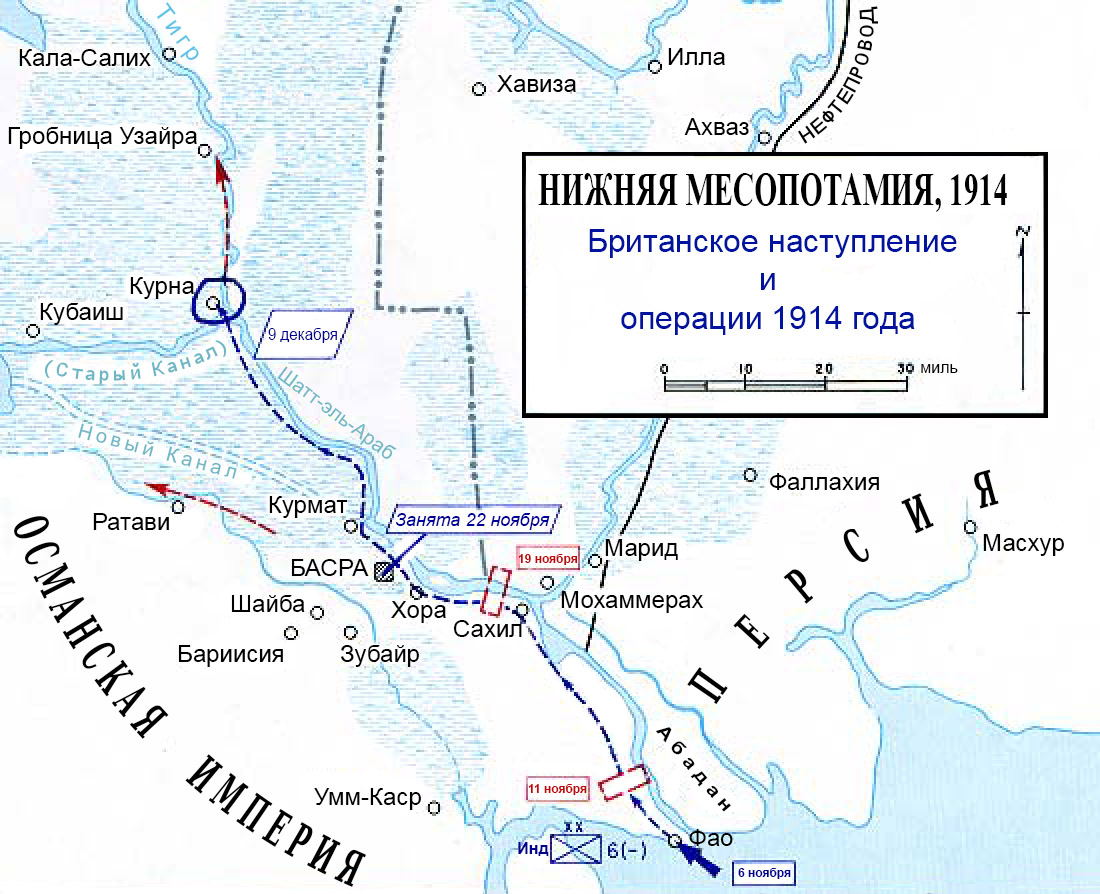
Кампанія 1914 року

23 жовтня 1914 року, ще до офіційного вступу Османської імперії в Першу світову війну, британці висадили одну індійську піхотну бригаду в районі міста Абадан (де знаходився нафтопереробний завод) у дельті річки Шатт-ель-Араб. Це було зроблено для охорони безпеки нафтових промислів у Перській затоці.
6 листопада 1914 британці почали висадку індійських військ у впадіння Шатт-ель-Араб в Перську затоку (місто Фао). Військово-морські сили почали бомбардування фортеці. Підрозділи 6-ї індійської дивізії здійснили висадку під командуванням генерал-лейтенанта Артура Барретта і головного політичного офіцера індійських експедиційних військ Персі Кокса. Проти них діяло 350 османських вояки і 4 гармати. 8 листопада індійським військам вдалося захопити Фао.
До середини листопада підрозділи 6-ї Пунської дивізії повністю висадилися на берег. Британські війська за підтримки флоту рушили вгору по річці Шатт-ель-Араб. 21 листопада британці захопили важливий порт за 70 миль від гирла річки — Басру. Проти британців діяло 2,900 мобілізовані араби на чолі з Суфі Пашею. Суфі-Паша і 1200 арабів було взято у полон. В ході бою за місто османські війська втратили близько 1000 чоловік, британські втрати склали близько 350 військовослужбовців. Після цього британські підрозділи продовжили наступ і 9 грудня захопили місто Ель-Курна. У ході цих боїв османська армія втратила 989 солдатів і 42 офіцера полоненими. Британські війська втратили 29 військовослужбовців убитими і 424 пораненими.
У підсумку до кінця 1914 року британці окупували південну Месопотамію. Безпека нафтопереробних заводів в Персії була забезпечена. Проте османські війська не були повністю ліквідовані, і бойові дії продовжилися.

### Кампанія 1915 року

Операці 1915
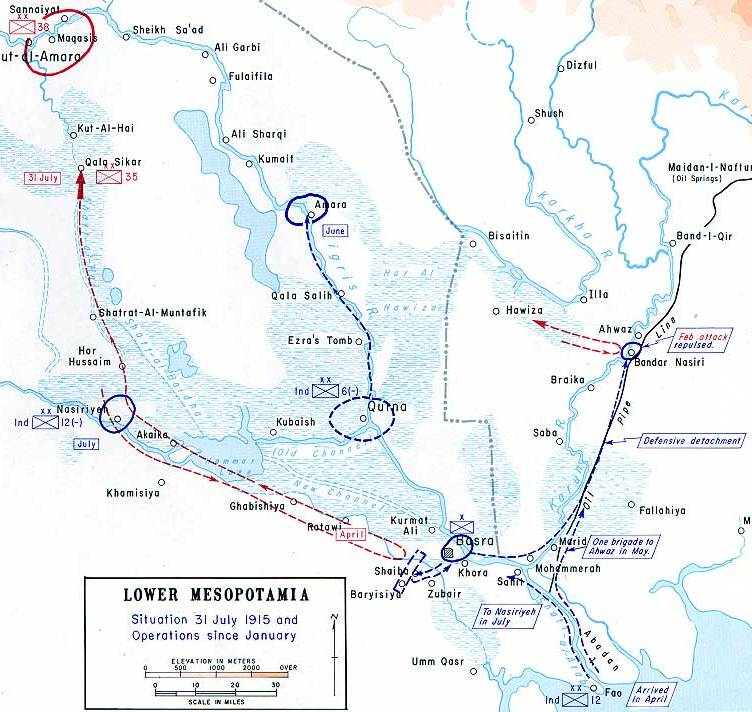
Червень, Британський наступ
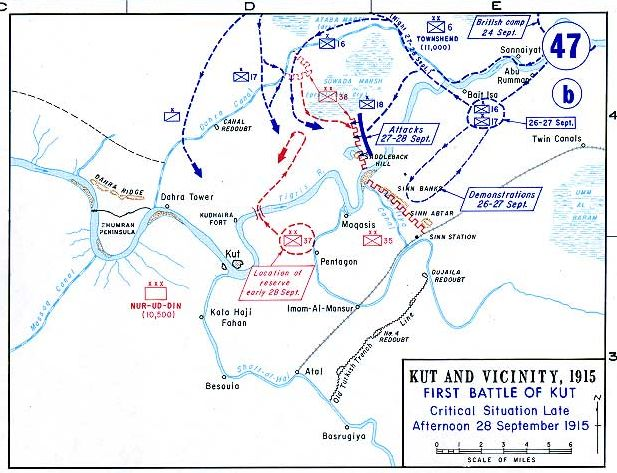
Вересень, Британський наступ
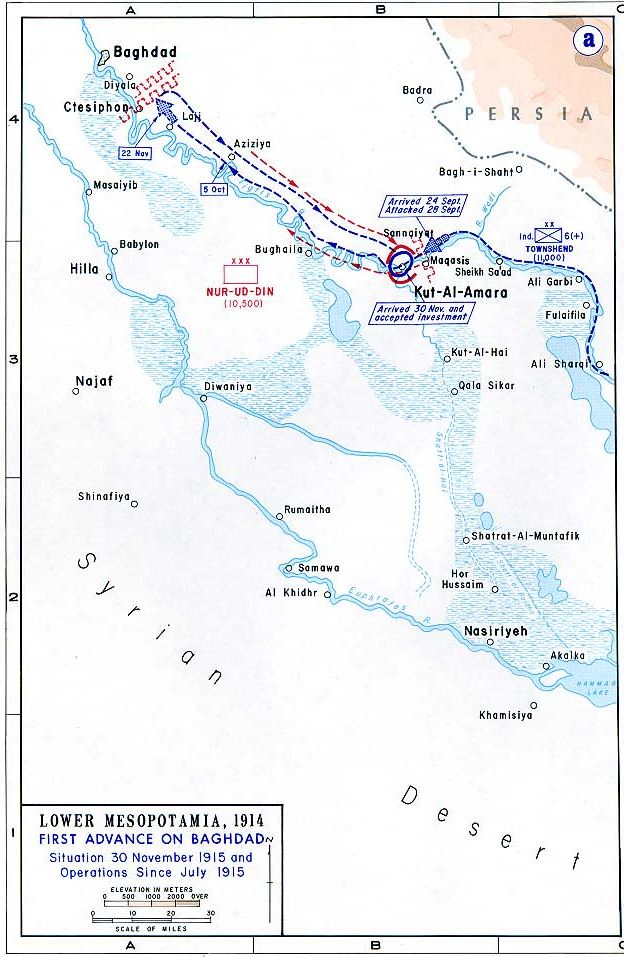
Листопад, Британський наступ
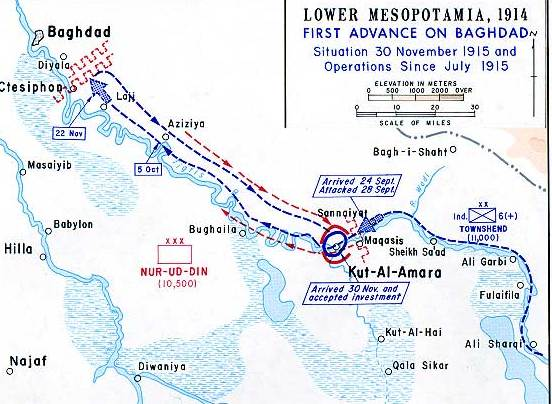
Листопад, Британський наступ (детально)
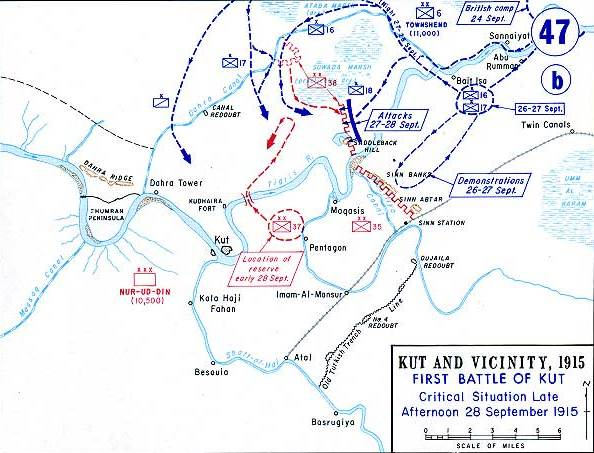
Грудень, Облога Ель-Кута

На початку 1915 року османське командування активізувало дії на Месопотамському фронті. Командувач «Іракським корпусом» Сулейман Аскеров Бей активно намагався привернути на свій бік місцевих арабських шейхів і повернути території, захоплені британцями в 1914 році. 14 квітня османські війська за підтримки арабських загонів атакували британський табір в Шайбі. Завзяті атаки османської піхоти були відбиті. Османські війська втратили 2400 чоловік убитими, пораненими і полоненими і відступили на північ. Командувач Сулейман Аскер був поранений, пізніше через цієї невдачі він покінчив життя самогубством. На його місце був призначений Нуреддін-паша, офіцер з великим бойовим досвідом.
Британське командування ухвалило рішення розвинути успіх у Шайби. Був сформований загін військ під командуванням Чарльза Таунсенда, якому було наказано захопити Ель-Кут і по можливості Багдад. Головнокомандувач османської армії Енвер-паша, побоюючись падіння Багдада, зрозумів, що недооцінив важливість Месопатамського фронту. 5 жовтня 1915 року для дій в Месопотамії османами була створена 6-я армія, командувачем якої був призначений німецький військовий радник генерал Кольмар фон дер Гольц.
Просування британців йшло вкрай повільно, проте загін Таунсенда, зламавши опір декількох нечисленних османських підрозділів, до листопада 1915 року досяг Ктесифону. 22 листопада османські війська Нуреддін-паші (35-я і 38-я піхотні дивізії) атакували британські війська Таунсенда у Ктесифона. Запеклі бої привели до важких втрат з обох сторін і відступу британців. У ході боїв під Ктесифоном британські війська втратили 4600 чоловік убитими, пораненими і полоненими, османи втратили 6200 вбитими, пораненими і полоненими. Британські війська відступили до Ель-Куту і сховалися в місті. Нуреддін-паша, дізнавшись про відступ британців, ухвалила рішення переслідувати противника. До 7 грудня османським військам вдалося повністю оточити місто і почати його облогу.
Британське командування, усвідомивши тяжкість ситуації, що склалася, спробувало деблокувати оточенні війська. Проте всі спроби прорватися до Ель-Куту були відбиті підрозділами прибула 6-ї армії Гольця. Після цього британці вирішили залучити російську армію з Персії під командуванням генерала Баратова для деблокування військ Таунсенда. Російське командування погодилося, але з умовою, що після захоплення Мосула і Багдада російські і британські війська поведуть наступ в центральні райони Османської імперії. Проте, побоюючись проникнення російських військ у райони, багаті нафтою і бавовною, британське командування відкинуло цей план.

### Кампанія 1916
20 січня 1916 Енвер-паша замінив Нуреддін-пашу новим командувачем, полковником Халіль Кутом через те, що Нуреддін-паша не зміг знайти спільну мову з командувачем 6-ю армією фон дер Гольцем. З січня по березень 1916 британське командування знов зробило спроби деблокувати Ель-Кут. У ході запеклих боїв османські війська зуміли зупинити прямуючих до Ель-Куту британців. Чотириразові спроби британців зняти облогу Ель-Куту провалилися. У зупиненні британських атак брали участь німецька авіація і річкова флотилія, якою командували німецькі офіцери-моряки. 19 квітня помер командувач 6-ї армії фон дер Гольц, проте це вже не вплинуло на ситуацію у Ель-Кута. Новим командувачем 6-ю армією став Халіль-паша. Серед обложених почалися голод і епідемії хвороб. 29 квітня війська генерала Таунсенда капітулювали. В османський полон потрапило більше 10 000 британських військовослужбовців, в тому числі і генерал Таунсенд. За даними Баркера, британські війська втратили 13 164 вояків полоненими.
Поразка при Ель-Куті завдало великого удару по престижу британської армії. Командувач генерал Ніксон був замінений генералом Лейком. Невдачі британських військ на месопотамському фронті багато в чому були викликані поганим забезпеченням продовольством та спорядженням, браком транспорту (в першу чергу річкового) і медикаментів. Британці почали будівництво доріг, вдосконалення порту Басри, створення шпиталів і збільшили кількість пароплавів. В результаті цих заходів британці отримали можливість доставити більшу кількість військ і техніки до лінії фронту. Після падіння Ель-Кута британське командування займалося підготовкою нового наступу і активних бойових дій до 10 грудня 1916 не вело.
У другій половини 1916 року османський командування використовувало 6-ту армію для наступу проти російських військ генерала Баратова, які зайняли населений пункт Ханекін (150 км на північний схід від Багдада). У ході бойових дій підрозділи 6-ї армії витіснили російські війська з Месопотамії. 15 липня османи зайняли Керманшах, а 10 серпня Хамадан на території Персії.

### Кампанія 1917 року

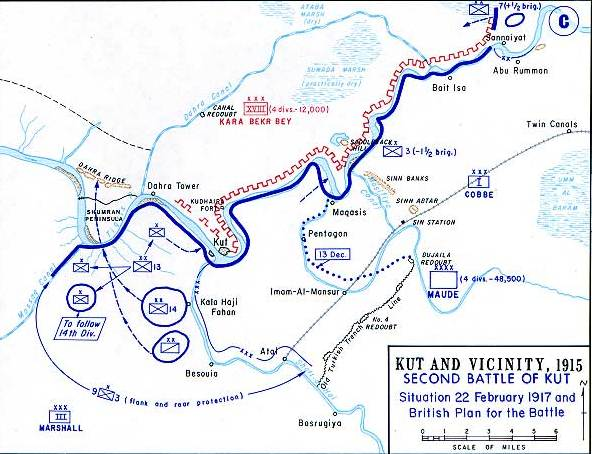
1917, війська генерала Мода захоплюють Ель-Кут

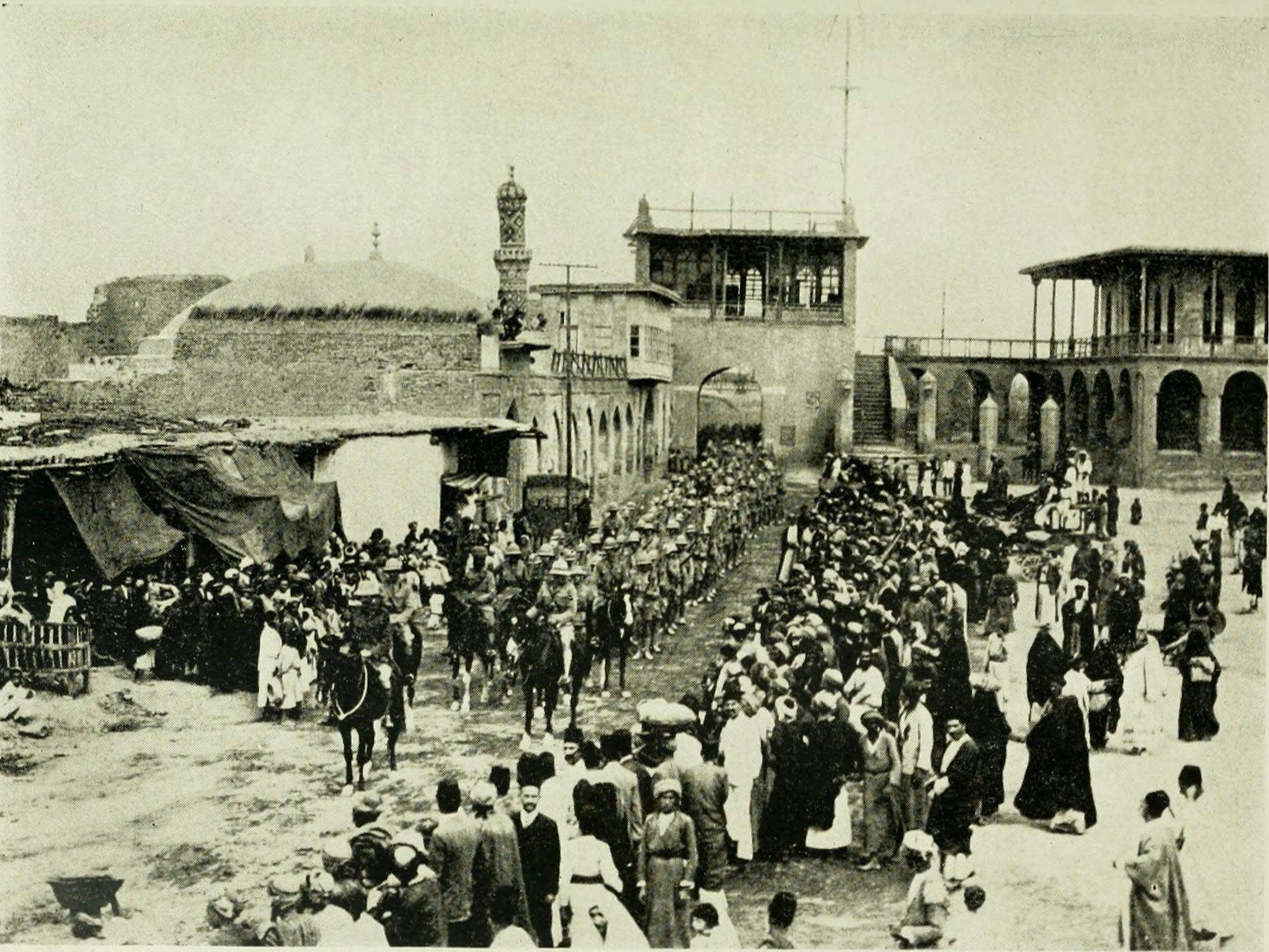
березень 1917, Британські вояки входять до Багдаду

Новим командувачем британськими військами в Месопотамії став генерал Фредерік Стенлі Мод. Під його командуванням знаходилися чотири дивізії, зведені в два корпуси, три бригади і одна кавалерійська дивізія, всього близько 25 000 вояків. У розпорядженні командувача 6-ї османської армії Халіль-паші знаходився 18-й корпус під командуванням генерала Карабекіра, який займав оборону по Тигру від Ель-Кута на 35 км у північно-східному напрямку.
Наступ британської армії почалося 10 грудня 1916 року, і до середини січня британці досягли османських позицій у Ель-Кута. Почалися запеклі бойові дії. 24 лютого османські війська були вибиті зі своїх позицій і почали відступ на північ. Османські війська чисельністю 62 000 чоловік, при 55 гарматах, відчуваючи брак боєприпасів, залишили Ель-Кут і почали відступ до Багдаду. В Ель-Кут увійшли британські війська.
Після цього британці продовжили наступ і підійшли до Багдаду. 9 — 11 березня тривали бої за це місто. 11 березня британські підрозділи на чолі з генералом Модом увійшли до Багдаду.
У березні 1917 року в бойових діях брали участь одна британська і п'ять індійських піхотних дивізій і одна індійська кавалерійська бригада. У піхотних частинах налічувалося 55 500 військовослужбовців, в кавалерії 5100 осіб при 205 гарматах. Крім цього, на тилових позиціях знаходилося ще 17 700 солдатів і офіцерів при 39 гарматах.
Після цього британці продовжили наступ і захопили Ер-Рамаді, а у вересні досягли Тікриту. У частинах Халіль-паші залишилося всього лише 20 000 −30000 боєздатних військовослужбовців, а штаб армії був переведений в Мосул. 18 листопада генерал Мод помер від холери, і новим командувачем став генерал Вільям Маршалл, який призупинив усі активні дії з настанням зими.

### Кампанія 1918
21 січня 1918 року командування Антанти ухвалило рішення про наступ проти Османської імперії, з цією метою слід було «розпочати рішучий наступ на Туреччину з метою знищення турецьких армій і розтрощення опору турків». До початку 1918 року османська армія знаходилася у важкому стані, не вистачало боєприпасів, продовольства, почалися епідемії. Британські сили налічували шість піхотних, одну кавалерійську дивізії, а також численні окремі підрозділи. Всього у складі британських експедиційних сил нараховувалося 447 000 чоловік, з яких 170 000 знаходилися в бойових піхотних частинах.
Бойові дії на месопотамському фронті відновилися в березні 1918 року, коли британці захопили ряд населених пунктів (Кіркук, Хіт, Кіфрі тощо), проте незабаром повернулися на свої вихідні позиції північніше Багдада. Одночасно з цим значна частина британських військ була перекинута з Месопотамії на Синайсько-палестинський фронт і в Персію.
28 червня 1918 Халіль-паша був призначений командувачем групою армій «Схід». Група об'єднала діючі на Кавказі і в Месопотамії 3-ю і 6-ю армії, а також групу військ «Карс». 30 червня новим командувачем 6-ї армії став Алі Іхсан-паша. Наступ британців відновився в середині жовтня 1918 року. Протягом тижня 6-я османська армія зазнала поразки. Британські війська вийшли до кордонів Мосульського вілайєту і 31 жовтня 1918 захопили Мосул.
30 жовтня 1918 було підписано Мудросське перемир'я що завершило бойові дії на Близькому Сході. Генерал Маршалл прийняв капітуляцію 6-ї османської армії, проте британці продовжили наступ для захоплення території Мосульського регіону, багатого нафтою.

## Підсумки і наслідки
25 квітня 1920 відбулася конференція в Сан-Ремо, на якій Месопотамія була оголошена мандатною територією Британської імперії. Після цього в серпні 1920 року Антантою і Османською імперією був укладений Севрський мирний договір.
Після закінчення бойових дій і поразки Османської імперії у війні місцеве арабське населення розраховувало на отримання незалежності. Проте британці створили на території колишніх османських вілайєтів Мосул, Багдад і Басра мандатну територію під своїм управлінням.
У 1918 і 1919 роках в регіоні почали створюватися таємні антиколоніальні організації. Громадські лідери закликали не підкорятися британській колоніальній владі. У Ан-Наджафі була створена «Ліга ісламського пробудження», «Мусульманська національна ліга» була створена для активізації опору колоніальній владі. У лютому 1919 року в Багдаді коаліція шиїтських купців, сунітських вчителів та державних службовців, сунітських і шиїтських улемів, а також іракських офіцерів сформувала організацію «Вартові незалежності». У травні 1920 року спалахнуло антибританське повстання, яке було придушене британською владою.
Повстання змусило Британію переглянути свою політику в Іраці. Було ухвалено рішення передати частину повноважень з управління місцевими дружнім політикам. У підсумку британці призначили королем Іраку Фейсала ібн Хусейна, арабського лідера, що брав участь в арабському повстанні проти османської влади під час Першої світової війни.
Між Туреччиною і Британією почався територіальний спір через район Мосула, який, на думку Анкари, був включений до складу Іраку неправомірно. 29 жовтня 1924 Рада Ліги Націй, на який була покладена місія вирішення спору, залишив Мосул у складі Іраку, за це Туреччині надавалося право протягом 20 років отримувати 10 % доходів іракського уряду від видобутку мосульської нафти.